# Monapia silvatica
Monapia silvatica là một loài nhện trong họ Anyphaenidae.
Loài này thuộc chi Monapia. Monapia silvatica được M. J. Ramírez miêu tả năm 1995.